# Vento infuocato del Texas
Vento infuocato del Texas (Bienvenido, padre Murray) è un film del 1965 diretto da Ramón Torrado.